# Брукс, Майкл (баскетболист)
Майкл Энтони Брукс (англ. Michael Anthony Brooks; 17 августа 1958, Филадельфия, Пенсильвания, США — 22 августа 2016, Женева, Швейцария) — американский профессиональный баскетболист и тренер, выступал в Национальной баскетбольной ассоциации. В 1979 году в составе национальной сборной США стал чемпионом Панамериканских игр в Сан-Хуане.

## Ранние годы
Родился в городе Филадельфия (штат Пенсильвания), учился там же в католической подготовительной школе Западной Филадельфии, в которой играл за местную баскетбольную команду.

## Студенческая карьера
В 1976 году поступил в Университет Ла Салля, где в течение четырёх лет играл за студенческую команду «Ла Салль Эксплорерс», где провёл успешную карьеру под руководством известного тренера Пола Уэстхеда, набрав в 114 играх 2628 очков (23,1 в среднем за игру) и 1372 подбора (12,0). При Майкле Бруксе «Эксплорерс» один раз выигрывали регулярный чемпионат (1978) и два раза — турнир конференции Восточного Побережья (1978, 1980), помимо этого в те же годы выходили в плей-офф студенческого чемпионата США (1978, 1980), однако дальше первого раунда не проходили.
Брукс три года подряд (1978—1980) признавался баскетболистом года конференции East Coast. Кроме того в 1978 году он стал обладателем приза имени Роберта Гизи — награды, которая вручается лучшему баскетболисту среди пяти студенческих команд Филадельфии, выступающих в первом дивизионе NCAA. В выпускном классе включался в число пяти лучших игроков студенческого чемпионата США, а также повторно выиграл премию Гизи. Кроме того он был признан игроком года среди студентов по версии национальной ассоциации баскетбольных тренеров (NABC). Позднее свитер с номером 32, под которым Майкл выступал за «Ла Салль Эксплорерс», был изъят из обращения и вывешен под сводами «Том Гола-арены», баскетбольной площадки, на которой игроки «Эксплорерс» проводят свои домашние матчи. Майкл Брукс является всего лишь вторым по результативности игроком своей команды, уступая по этому показателю только Лайонелу Симмонсу, на счету которого 3217 очков, кроме того последний занимает общее третье место среди лучших снайперов во всей NCAA, а на третьем месте с 2462 баллами идёт член Зала славы баскетбола Том Гола.

## Карьера в сборной США
В 1979 году Майкл Брукс в составе национальной сборной США стал чемпионом Панамериканских игр в Сан-Хуане. Турнир проходил в два групповых этапа. На первом этапе команды были разделены на две группы по пять команд в каждой, из которых по три лучшие выходили в следующий раунд. На втором групповом этапе шесть сборных вновь провели круговой мини-турнир, независимо от того, что некоторые из них уже играли друг с другом в первом раунде. После четырёх туров без поражений шли только сборные США и Пуэрто-Рико, а остальные команды проиграли уже больше одного раза, поэтому победитель определялся в их очном поединке. Американцы легко переиграли хозяев турнира почти с двадцатиочковым перевесом (113—94) и стали победителями игр.
В том же году при подготовке к очередным летним Олимпийским играм Брукс был выбран капитаном олимпийской сборной США. Однако 25 декабря 1979 года началась афганская война, в результате которой некоторые страны во главе с США в следующем году в знак протеста против ввода советских войск в Афганистан решили объявить бойкот Московской Олимпиаде, о котором официально Белый дом заявил в апреле 1980 года. В итоге в июле того же года в родном городе Майкла Брукса прошли, так называемые, «Олимпийские игры бойкота» (англ. Olympic Boycott Games, официально — Liberty Bell Classic), в которых принимали участие легкоатлеты из 29 стран, бойкотировавших игры в Москве.

## Профессиональная карьера
В 1980 году Брукс выставил свою кандидатуру на драфт НБА, на котором был выбран в первом раунде под общим девятым номером командой «Сан-Диего Клипперс». В составе «Клипперс» он провёл свои лучшие годы в сильнейшей баскетбольной лиге планеты, набирая в среднем за игру по 13,7 очка, 6,6 подбора и 2,7 передачи, однако в то время «Парусники» не входили в число лидеров Западной конференции, поэтому Бруксу не удалось сыграть в плей-офф в качестве игрока «Сан-Диего». 4 февраля 1984 года Майкл Брукс в матче регулярного чемпионата против клуба «Кливленд Кавальерс» получил тяжёлую травму колена, восстановление от которой заняло у него почти три года.
В межсезонье руководство «Клипперс» решило отказаться от его услуг и расторгло контракт в одностороннем порядке. Только 1 января 1987 года Майкл в качестве свободного агента заключил соглашение с клубом «Индиана Пэйсерс». Но Брукс уже был не тот, последствия травмы дали о себе знать, поэтому он провёл в составе «Иноходцев» всего десять игр, после чего перешёл в «Филадельфия Эйсес», выступавшей в USBL. Сезон 1987/1988 годов провёл в Континентальной баскетбольной ассоциации (КБА), выступая за клуб «Олбани Пэтрунс», в составе которого выиграл чемпионский титул и был признан самый ценным игроком турнира. 4 марта 1988 года подписал договор на сумму ветеранского минимума с командой «Денвер Наггетс», в составе которой впервые принял участие в играх навылет, где «Самородки» в полуфинале Западной конференции проиграли со счётом 2-4 «Даллас Маверикс». 23 июня того же года был выставлен своим клубом на драфт расширения НБА, где был выбран под 14-м номером новообразованной командой «Шарлотт Хорнетс», с которой целенаправленно готовился к предстоящему сезону, однако не сумел закрепиться в её составе и был отчислен из клуба ещё до старта регулярного чемпионата.
После расторжения контракта с «Хорнетс» Майкл Брукс завершил свою карьеру в НБА и перебрался в Европу, где на протяжении восьми лет выступал в чемпионате Франции. В 1988 году подписал четырёхлетнее соглашение с командой «Лимож», в составе которой два года подряд выигрывал чемпионский титул (1989, 1990), а также дважды становился вице-чемпионом и лучшим зарубежным игроком лиги (1991, 1992). В 1992 году Брукс перешёл в парижский клуб «Париж-Леваллуа», в котором он отыграл следующие три года, но уже без особого успеха. В 1995 году Майкл заключил однолетний договор с командой «Страсбур», по окончании которого объявил о завершении своей профессиональной карьеры игрока.

## Тренерская карьера
После завершения профессиональной карьеры игрока Майкл Брукс решил попробовать свои силы на тренерском поприще, возглавив в 2006 году команду «Шене БК», выступающую в чемпионате Швейцарии, в которой он в течение двух лет работал играющим тренером. В 2008 году клуб распался, а Брукс перешёл на аналогичную должность в команду «Женева Девилз», из которой ушёл по окончании сезона. В 2011 году заключил соглашение с клубом «Невшатель Баскет», который он покинул в межсезонье, а сезон 2012/2013 годов провёл у руля команды «ББК Агоне». В 2014 году Брукс занял должность главного тренера в клубе «Блоне Баскет», где работал до своей смерти в 2016 году.

## Статистика

### Статистика в НБА
| Сезон                                                                                    | Команда   | Регулярный сезон | Регулярный сезон | Регулярный сезон | Регулярный сезон | Регулярный сезон | Регулярный сезон | Регулярный сезон | Регулярный сезон | Регулярный сезон | Регулярный сезон | Регулярный сезон | Серия плей-офф | Серия плей-офф | Серия плей-офф | Серия плей-офф | Серия плей-офф | Серия плей-офф | Серия плей-офф | Серия плей-офф | Серия плей-офф | Серия плей-офф | Серия плей-офф |
| Сезон                                                                                    | Команда   | GP               | GS               | MPG              | FG%              | 3P%              | FT%              | RPG              | APG              | SPG              | BPG              | PPG              | GP             | GS             | MPG            | FG%            | 3P%            | FT%            | RPG            | APG            | SPG            | BPG            | PPG            |
| ---------------------------------------------------------------------------------------- | --------- | ---------------- | ---------------- | ---------------- | ---------------- | ---------------- | ---------------- | ---------------- | ---------------- | ---------------- | ---------------- | ---------------- | -------------- | -------------- | -------------- | -------------- | -------------- | -------------- | -------------- | -------------- | -------------- | -------------- | -------------- |
| 1980/81                                                                                  | Сан-Диего | 82               | -                | 30,2             | 47,9             | 0,0              | 70,6             | 5,4              | 2,5              | 1,2              | 0,4              | 14,7             | Не участвовал  | Не участвовал  | Не участвовал  | Не участвовал  | Не участвовал  | Не участвовал  | Не участвовал  | Не участвовал  | Не участвовал  | Не участвовал  | Не участвовал  |
| 1981/82                                                                                  | Сан-Диего | 82               | 73               | 33,5             | 50,4             | 0,0              | 75,7             | 7,6              | 2,9              | 1,4              | 0,5              | 15,6             | Не участвовал  | Не участвовал  | Не участвовал  | Не участвовал  | Не участвовал  | Не участвовал  | Не участвовал  | Не участвовал  | Не участвовал  | Не участвовал  | Не участвовал  |
| 1982/83                                                                                  | Сан-Диего | 82               | 26               | 30,0             | 48,4             | 33,3             | 69,7             | 6,4              | 3,2              | 1,4              | 0,5              | 12,2             | Не участвовал  | Не участвовал  | Не участвовал  | Не участвовал  | Не участвовал  | Не участвовал  | Не участвовал  | Не участвовал  | Не участвовал  | Не участвовал  | Не участвовал  |
| 1983/84                                                                                  | Сан-Диего | 47               | 30               | 29,9             | 47,9             | 0,0              | 68,9             | 7,3              | 1,9              | 1,1              | 0,3              | 11,3             | Не участвовал  | Не участвовал  | Не участвовал  | Не участвовал  | Не участвовал  | Не участвовал  | Не участвовал  | Не участвовал  | Не участвовал  | Не участвовал  | Не участвовал  |
| 1986/87                                                                                  | Индиана   | 10               | 0                | 14,8             | 35,1             | 0,0              | 70,0             | 2,8              | 1,1              | 0,9              | 0,0              | 3,3              | Не участвовал  | Не участвовал  | Не участвовал  | Не участвовал  | Не участвовал  | Не участвовал  | Не участвовал  | Не участвовал  | Не участвовал  | Не участвовал  | Не участвовал  |
| 1987/88                                                                                  | Денвер    | 16               | 0                | 8,3              | 40,8             | 0,0              | 75,0             | 2,8              | 0,8              | 0,3              | 0,1              | 2,7              | 4              | 0              | 2,8            | 33,3           | 50,0           | 0,0            | 1,0            | 0,5            | 0,0            | 0,0            | 0,8            |
|                                                                                          | Всего     | 319              | 129              | 29,4             | 48,6             | 15,2             | 71,4             | 6,3              | 2,6              | 1,2              | 0,4              | 12,8             | 4              | 0              | 2,8            | 33,3           | 50,0           | 0,0            | 1,0            | 0,5            | 0,0            | 0,0            | 0,8            |
| Наведите курсор мыши на аббревиатуры в заголовке таблицы, чтобы прочесть их расшифровку. |           |                  |                  |                  |                  |                  |                  |                  |                  |                  |                  |                  |                |                |                |                |                |                |                |                |                |                |                |